# 1 E8 s
Cet article liste des exemples de temps de l'ordre de 108 s, soit 100 millions de secondes, afin de comparer différents ordres de grandeur.

## Exemples
| Durée (×108) s | Unités usuelles    | Événement                                           |
| -------------- | ------------------ | --------------------------------------------------- |
| 0,594          | 1,88 a             | Une révolution de Mars autour du Soleil             |
| 0,606          | 1,92 a             | Demi-vie du thulium 171                             |
| 1,000          | 100 mégasecondes   | 3,2 ans 3 a 61 d 15 min 46 h 40 s                   |
| 1,042          | 3,3 a              | Demi-vie du rhodium 101                             |
| 1,665          | 5,2714 a           | Demi-vie du cobalt 60                               |
| 3,158          | 10 ans             | Une décennie                                        |
| 3,474          | 11 ans             | Cycle d'activité des taches solaires (7,5 à 11 ans) |
| 3,748          | 11,87 a            | Une révolution de Jupiter autour du Soleil          |
| 4,131          | 13,08 a            | Demi-vie du californium 250                         |
| 6,000          | 19,0002 a 235 mois | Un cycle métonique                                  |